# Бенешов у Семилу
Бенешов у Семилу (чеш. Benešov u Semil) је насељено мјесто са административним статусом сеоске општине (чеш. obec) у округу Семили, у Либеречком крају, Чешка Република.

## Становништво
Према подацима о броју становника из 2014. године насеље је имало 859 становника.